# Velký Bor
Velký Bor település Csehországban, a Klatovyi járásban. Velký Bor Mečichov, Čečelovice, Pačejov, Maňovice, Slatina, Svéradice, Olšany, Kvášňovice, Chanovice és Horažďovice településekkel határos. Lakosainak száma 571 fő (2024. január 1.).

## Népesség
A település lakosságának változását az alábbi diagram mutatja:
| Lakosok száma | 1091 | 1040 | 963  | 705  | 560  | 556  | 563  | 554  | 534  | 571  |
|               | 1869 | 1900 | 1921 | 1961 | 1980 | 2011 | 2016 | 2019 | 2021 | 2024 |